# Битка при Апрос (1206)
Битката при Апрос се провежда при град Апрос между България и Латинската империя и завършва с българска победа на 1 февруари 1206 г.
След битката при Русион на 31 януари 1206 г. оцелелите латинци се измъкват от града и се скриват в близката крепост Родосто.
Преди да обсади Родосто, на 1 февруари цар Калоян атакува в движение съседния град Апрос (наричан от латинците Неапол или Неаполи), който е владение на Теодор Врана, византийски аристократ на служба в Латинската Империя. Градът се отбранява от значителен гръцки и латински гарнизон начело с Бег дьо Франзюр, рицар и васал на убития при Адрианопол граф Луи дьо Блоа. Крепостта е превзета и разрушена, а в станалата битка загиват множество рицари и сержанти.
Вилардуен отбелязва, че оцелелият при щурма Бег дьо Франзюр, командващ гарнизона, е екзекутиран незабавно по заповед на българския владетел Калоян. Всички останали жители – гърци и латинци, са изселени в Мизия.